# Alexander Mocsáry
Alexander Mocsary, en húngaro Mocsáry Sándo, (27 de septiembre de 1841, Nagyvárad - 26 de diciembre de 1915, Budapest) fue un entomólogo húngaro especializado en himenópteros. Gue una de las primeras autoridades de Europa en el tema de los himenópteros parásitos.
Mocsáry fue conservador del Museo Húngaro de Historia Natural, donde se conserva su colección de insectos, principalmente de origen húngaro y de todos los órdenes. Mocsáry describió numerosos taxones nuevos. Organizó la colección por orden taxonómico y por regiones geográficas, y separó el material de la Cuenca de los Cárpatos del resto de la colección. Mocsáry fue el primer himenopterista del museo, el primero en separar la colección de Hymenoptera de las demás colecciones de insectos.

## Obras
- Ordo. Himenópteros. En: Paszlavsky, J .: Fauna Regni Hungariae. Regia Societas Scientiarum Naturalium Hungarica, Budapest: 7–113 (1918)
- Mocsáry, Alexander (1889). Monographia Chrysididarum orbis terrarum universi (en latín). Typis societatis Franklinianae. Consultado el 19 de agosto de 2025.
- «Annales Musei historico-Observatio de Clepte Aurora Smith». publication.nhmus.hu. Consultado el 19 de agosto de 2025.[5]